# Randi Blehr
Randi Marie Blehr, de cognom de soltera Nilsen (Bergen, 12 de febrer del 1851 – Oslo, 13 de juny del 1928), fou una activista noruega feminista, sufragista i defensora dels drets de les dones. Estava casada amb el primer ministre de Noruega, Otto Blehr, i era la mare d'Eivind Blehr. Cofundà l'Associació Noruega pels Drets de les Dones, i la presidí des del 1895 fins al 1899, i novament des del 1903 fins al 1922.

## Trajectòria
Nasqué al 1851 a Bergen, filla d'Andreas Rasmussen Nilsen (1822–98) i Margrethe Andrea Tornøe (1827–1909). No va rebre educació formal, però es va interessar per les arts des de molt jove, inclòs el dibuix, el teatre i la música. Quan tenia 17 anys, entrà en Vestmannalaget, l'associació d'idiomes més antiga de Noruega. Va participar en l'establiment de Den Nationale Scene, el teatre més gran i antic de Bergen, el 1876, i en el mateix any es va casar amb Otto Blehr, advocat i polític del Partit Liberal que després esdevindria primer ministre.

## Activisme
Blehr es va involucrar en el moviment feminista noruec en la dècada dels 1880. Es va unir a Skuld, un grup de discussió de dones estudiants, el 1883, i fou cofundadora de l'Associació Noruega pels Drets de les Dones (Kvindesagsforening) el 1884. Com a presidenta de l'Associació Blehr lluità per millorar les condicions socials i econòmiques de les mestresses de casa, la classe treballadora i les dones de classe mitjana baixa. Ella sol·licità al parlament formalitzar l'educació vocacional per a dones amb la creació de cursos de capacitació per a criades, costureres, cuineres i mestresses de casa. Sota el lideratge de Blehr, l'associació advocà per la igualtat salarial i perquè els xiquets nascuts fora del matrimoni tinguessen la paternitat reconeguda legalment.
El 1885, l'Associació pels Drets de les Dones va decidir no incloure el sufragi femení en la seua agenda, i és per això que Blehr va cofundar l'Associació del Sufragi Femení (Kvinnestemmerettsforeningen) amb direcció de Gina Krog. Un any després, ajudà a crear l'Associació Noruega de Salut Pública per a Dones (Norske Kvinners Sanitetsforening). El 1903 fou presidenta de l'Associació Noruega de Dones per la Pau (Norske Kvinners Fredsforbund). Durant els períodes en què la carrera política del marit els feu deixar Oslo i viure a Suècia, treballà com a amfitriona en el Norska Ministerhotellet d'Estocolm.
Blehr va rebre la Medalla d'Or al Mèrit del Rei (Kongens fortjenstmedalje) en el seu 70é aniversari, el 1921. Es va morir al 1928 i és enterrada al Cementeri del Salvador d'Oslo.